# 日本中小型造船工業会
一般社団法人日本中小型造船工業会（にほんちゅうこがたぞうせんこうぎょうかい、英語: The Cooperative Association of Japan Shipbuilders、略称：CAJS）は、日本の中小型船造船業を会員とする業界団体。

## 概要
「中型造船業及び小型造船業の経営基盤の強化、技術の向上等中小型造船業の発展を図り、もって関連産業の発展に資するとともに、我が国経済の発展に寄与することを目的」とした社団法人。日本造船工業会に加盟している。
主務官庁は、国土交通省。

## 沿革
- 1959年5月1日、「社団法人日本中小型造船工業会」として設立[1]

## 会員(2018年以降)
普通会員・賛助会員とも毎年入退会があり、入れ替わりが激しい。

### 普通会員[3]

#### 北海道・東北
- 根室造船（北海道根室市）
- 北日本造船（青森県八戸市）
- 東北ドック鉄工（宮城県塩竃市）
- ヤマニシ（宮城県石巻市）

#### 関東
- 墨田川造船（東京都江東区）
- 京浜ドック（神奈川県横浜市）
- 花崎造船所（神奈川県横須賀市）

#### 東海・北陸
- 新潟造船（新潟県新潟市）
- 常石三保造船（静岡県静岡市）

#### 近畿
- 大阪造船ドック（大阪府大阪市）2019年親会社ダイゾーに吸収合併後も会員継続
- 金川造船（兵庫県神戸市）
- JMUアムテック（兵庫県相生市）

#### 中国
- 福島造船鉄工所（島根県松江市）　2018年入会
- 本瓦造船（広島県福山市）
- 三和ドック（広島県尾道市）
- ツネイシクラフト&ファシリティーズ（広島県尾道市）
- 向島ドック（広島県尾道市）
- 新来島広島どっく（広島県東広島市）
- 佐々木造船（広島県大崎上島町）
- 松浦造船所（広島県大崎上島町）　2019年入会
- 常石呉ドック（広島県呉市）
- 警固屋船渠（広島県呉市）
- 中谷造船（広島県江田島市）
- 中村造船鉄工所（山口県柳井市）
- 新笠戸ドック（山口県下松市）
- 旭洋造船（山口県下関市）

#### 四国
- 四国ドック（香川県高松市）
- 興亜産業（香川県丸亀市）
- あいえす造船（愛媛県今治市）
- 浅川造船（愛媛県今治市）
- しまなみ造船（愛媛県今治市）
- 伯方造船（愛媛県今治市）
- 檜垣造船（愛媛県今治市）
- 村上秀造船（愛媛県今治市）
- 山中造船（愛媛県今治市）
- 矢野造船（愛媛県今治市）　2020年入会
- 岩城造船（愛媛県上島町）
- 栗之浦ドック（愛媛県八幡浜市）
- NDホールディングス（愛媛県八幡浜市）　栗之浦ドック親会社　2020年入会
- 井村造船（徳島県小松島市）
- 神例造船（徳島県鳴門市）
- 新来島高知重工（高知県高知市）

#### 九州
- 南日本造船（大分県大分市）2018年入会・同年退会（新笠戸ドックへ事業譲渡）
- 臼杵造船所 （大分県臼杵市）
- 下ノ江造船（大分県臼杵市）
- 佐伯重工業（大分県佐伯市）
- 本田重工業（大分県佐伯市）
- 三浦造船所（大分県佐伯市）
- 福岡造船（福岡県福岡市）
- 井筒造船所（長崎県長崎市）2018年入会・2019年退会
- 渡辺造船所（長崎県長崎市） 2012年入会・2019年退会
- 熊本ドック（熊本県八代市）

### 賛助会員[3]
- IHI原動機
- 今治造船
- エスエス・テクノロジー
- 大島造船所
- 尾道造船
- 一般社団法人 九州小型船舶工業会
- 一般社団法人 軽金属溶接協会
- 佐世保重工業
- 一般社団法人 四国小型船舶工業会
- 新来島どっく
- 新来島サノヤス造船
- 新都心エージェンシー
- スターライト工業
- 大晃産業
- ダイハツインフィニアース
- 中央職業能力開発協会
- 中国塗料
- 一般社団法人 中国小型船舶工業会
- 常石造船
- 一般社団法人 東北小型船舶工業会
- 富永物産
- 内海造船
- 名村造船所
- 西日本流体技研
- 一般財団法人 日本海事協会
- 日本海洋科学
- 一般財団法人 日本造船技術センター
- 一般社団法人 日本舶用工業会
- ヤンマーエンジニアリング